# Time Heals
"Time Heals" ("El tiempo cura"), es la décima canción del disco "Healing" de Todd Rundgren. Fue publicado en el año 1981, convirtiéndose en un hit.

## Otros datos
- Time Heals es en realidad la segunda canción del "7-inch disc" de "Healing". Pero dentro de todo el disco (lado uno, lado dos y 7-inch disc) es la décima canción.
- Time Heals cae en la clasificación de género musical rock-pop
- Tiene una duración total de 3:27 minutos (y segundos respectivamente)
- Es uno de los éxitos más grandes de Todd Rundgren.

## Instrumentos
- Batería
- Piano
- Guitarra eléctrica
- Bajo eléctrico
- Voz (de rundgren y coros)

## Otras apariciones
- Anthology 1965-1985 (Todd Rundgren)

- Datos: Q6147016